# Phymatotrichopsis omnivora
Phymatotrichopsis omnivora är en svampart som först beskrevs av Duggar, och fick sitt nu gällande namn av Hennebert 1973. Phymatotrichopsis omnivora ingår i släktet Phymatotrichopsis och familjen Rhizinaceae.   Inga underarter finns listade i Catalogue of Life.